# TempleOS
TempleOS(テンプルオーエス)は、聖書で預言されている第三神殿となるように設計された、聖書をテーマにした軽量のオペレーティングシステムである。 アメリカのプログラマーである「テリー・A・デイビス」によって作成された。テリー・A・デイビスは、彼が後に神からの啓示として述べた一連のエピソードの10年後に単独で開発した。
システムは、DOSとTurbo Cの混合に似たインターフェースを使用した、最新のx86-64 Commodore 64として特徴付けられる。デイビスは、640x480解像度、16色ディスプレイ、単一音声音声などのシステムの機能を実装するよう神の啓示を受けたと主張している。BASICの代わりにC言語のオリジナルのバリエーション（HolyCと呼ばれる）でプログラムされ、オリジナルのフライトシミュレータ、コンパイラ、カーネルが含まれる。
TempleOSは2013年にリリースされ、2017年に最後の更新が行われた。TempleOSは技術コミュニティで大きな好評を得て受け取られ、デイビスは小規模ながらオンラインのフォロワーを獲得した。彼は2018年8月11日に亡くなった。

## 背景

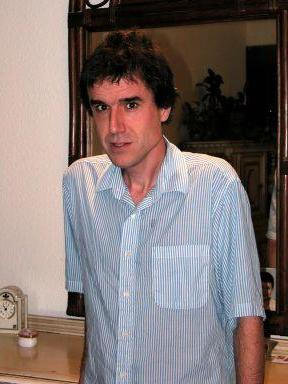
テリー・A・デイビス2000年頃

テリー・A・デイビス（1969–2018）は1996年に定期的な精神疾患発作を経験し始め、精神病院に何度も入院した。 最初に双極性障害と診断された彼は、その後統合失調症であると診断され、生涯にわたって就業できなかった。彼は宇宙人と政府のエージェントの妄想に苦しみ、精神衛生の問題のために一時入院した。自己記述の「啓示」を経験した後、彼は神と直接コミュニケーションを取り、神は彼のオペレーティングシステムが神の第三の神殿のためであると告げたと宣言した。
デイビスは2003年頃にTempleOSの開発を開始した。このOSの初期の名前の1つは、1986年の映画プラトーンのシーンを指す「LoseThos」に名前を変更する前の「J Operating System」だった。2008年、デイビスは、LoseThosは「主にビデオゲームを作成するためのもの」だと書いている。LoseThosは、ネットワークやインターネットをサポートしておらず、デイビスはそれらの機能について車輪の再発明となるとして実装を否定した。名称は何度か変更されており、LoseThosの他「SparrowOS」という呼称も使われ、最終的に現行の「TempleOS」に落ち着いた。2013年半ばに、彼のウェブサイトで次のような発表が行われた:
神の神殿は完成しました。今、神はCIAが広がるまで殺します。
デイビスは、2018年8月11日に電車に轢かれて死亡した。

## システム概要
TempleOSは64ビット、ノンプリエンプティブマルチタスク、マルチコア、パブリックドメイン、オープンソース、リング0のみ、レクリエーションプログラミング用の単一アドレス空間、ネットワーク化されていないPCオペレーティングシステムである。OSは、ソースコード内のグラフィックを使用して8ビットASCIIを実行し、16色で640x480 VGAで実行される2Dおよび3Dグラフィックライブラリを備えている。最近のほとんどのオペレーティングシステムと同様に、キーボードとマウスをサポートしている。 ISO 9660、FAT32、およびRedSeaファイルシステム（デイビスが最後に作成したファイルシステム）をサポートし、ファイル圧縮をサポートする。デイビスによると、これらの仕様の多く（640x480の解像度、16色ディスプレイ、単一の音声など）は、神の啓示を受けたものである。彼は、前述の仕様の目的について、子どもたちが神のためにイラストを描きやすくするためだと説明した。
オペレーティングシステムには、オリジナルのフライトシミュレータ、コンパイラ、およびカーネルが含まれている。 バンドルされたプログラムの1つである「After Egypt」は、プレイヤーが「高速ストップウォッチ」を使用するために燃える茂みに移動するゲームである。 ストップウォッチは、デイビスがウィジャボードと異言に例える擬似ランダムテキストを生成するオラクルとして機能する。生成されたテキストの例を次に示す:
委任された刑罰の結果のひねりのチェック述べられた保持感覚推論空逆境ダコタリップ苦しみ近づきました
TempleOSは、C言語およびC++でデイビスが開発した「HolyC」と呼ばれるプログラミング言語で作成された。HolyCは、デイビスがTempleOSのプログラミング言語として開発したC言語のバリエーションである。シェルと対話し、シェルからアプリケーション全体を作成および実行するために使用される。TempleOSに付属のIDEは、コードへの画像の埋め込みなど、いくつかの機能をサポートしている。埋め込まれるデータは、標準のASCIIファイルに埋め込まれるハイパーテキストリンク、画像、3Dメッシュをサポートする非標準のテキスト形式（DolDoc）を使用する。ファイルには、ソースコードのコメントとして、戦車の回転する3Dモデルを含めることができる。OSのコードの大部分は実行時コンパイルされている。デイビスは最終的に、TempleOSのために100,000行を超えるコードを作成した。

## 評論
TempleOSはほぼ好評であった。 技術ジャーナリストのデビッド・カッセルは、これは、「プログラミングWebサイトが、デイビスに対応するために必要な忍耐と理解を見つけようとしたため」との意見を述べた。TechRepublicとOSNewsは、読者とスタッフを対象とした敵意のあるコメントでデイビスが投稿禁止処分を受けていたにもかかわらず、デイビスの作品に関する肯定的な記事を公開した。TechRepublicのレビューで、ジェームズ・サンダースは、「TempleOSは、技術力を発揮している一人の男の献身と情熱の証です。それ以上のものは必要ありません。」と評した。OSNewsエディターのKroc Camenは、OSについて「コンピューティングが今でもまだ趣味になり得ることを示している。近頃はみんな真面目過ぎる。もし誰かが入力方式として解釈ダンス [英語版]を用いるOSを書こうと思ったら、誰も邪魔するべきじゃないし、appleのような大企業だってきっと驚くだろう」とコメントした。2017年、OSはフランスのブーローニュで行われたアウトサイダー・アート展の一部として展示された。
デイビスの死後、OSNewsの編集者であるトム・ホルウェルダは、「デイビスは明らかに才能のあるプログラマーであり、オペレーティングシステム全体を書くのは簡単なことではなく、精神疾患の影響を見るのは悲しかった」と書いている。1人のファンはデイビスを「プログラミングの伝説」と称し、コンピューターエンジニアだというもう1人のファンは、TempleOSの開発を1人で作った超高層ビルと比較した。このエンジニアは以前にデイビスと長々と話をしており、デイビスは彼の病気がなければ「スティーブ・ジョブズ」または「スティーブ・ウォズニアック」であったと信じていた。彼は「一人の男がそれをすべて書いたことは実際に私の心を揺さぶる」、そしてオペレーティングシステム全体を単独で書くのは「素人にとって驚異的な成果を理解するのは難しい」と付け加えた。別のコンピューターエンジニアは、TempleOSには他の開発者が達成したことのない革新が含まれていると語った。